# Liste des maires de Romilly-sur-Seine
| Période                                  | Période  | Identité                   | Étiquette | Qualité |
| ---------------------------------------- | -------- | -------------------------- | --------- | ------- |
| 1802                                     | 1809     | Jacques Launay             |           |         |
| 1809                                     | 1821     | Seraine-Dheurle            |           |         |
| 1821                                     | 1831     | Jacques Delayae            |           |         |
| 1831                                     | 1839     | Bonnaventure Berthier      |           |         |
| 1839                                     | 1849     | Camille Lenfant            |           |         |
| 1849                                     | 1855     | Joseph Vincent             |           |         |
| 1855                                     | 1866     | Gornet-Boivin              |           |         |
| 1866                                     | 1867     | Hugues Gornet              |           |         |
| 1867                                     | 1870     | Louis Lacour               |           |         |
| 1870                                     | 1877     | Camille Lenfant            |           |         |
| 1877                                     | 1884     | Nicolas Guillemard         |           |         |
| 1884                                     | 1888     | Pacifique Guillot          |           |         |
| 1888                                     | 1889     | Laurent Brouillard         |           |         |
| 1889                                     | 1895     | Louis Lecointe             |           |         |
| 1895                                     | 1895     | Jules Bouhenry             |           |         |
| 1895                                     | 1896     | Henri Millet               |           |         |
| 1896                                     | 1897     | Felix Corpelet             |           |         |
| 1897                                     | 1908     | Martin Rosez               |           |         |
| 1908                                     | 1919     | Henri Lemoine              |           |         |
| 1919                                     | 1925     | Edmond Thiriot             |           |         |
| 1925                                     | 1941     | Charles Millet (1873-1960) | SFIO      |         |
| 1941                                     | 1944     | Rene Bellemere             |           |         |
| 1944                                     | 1945     | Charles Millet             | SFIO      |         |
| 1945                                     | 1947     | Charles Racine             |           |         |
| 1947                                     | 1949     | Fernand Masson             |           |         |
| 1949                                     | 1958     | Maurice Camuset            | PCF       |         |
| 1958                                     | 1959     | Jean Ramelot               |           |         |
| 1959                                     | 1959     | Andre Montmaur             |           |         |
| 1959                                     | 1984     | Maurice Camuset            | PCF       |         |
| 1984                                     | 1989     | Georges Didier             |           |         |
| 1989                                     | 2008     | Michel Cartelet            | PS        |         |
| 2008                                     | En cours | Éric Vuillemin             | DVD       | Notaire |
| Les données manquantes sont à compléter. |          |                            |           |         |

## Pour approfondir